# لاکشمشوارا
لاکشمشوارا (به انگلیسی: Lakshmeshwara) یک منطقهٔ مسکونی در هند است که در بخش گداگ واقع شده‌است. لاکشمشوارا ۶٫۹۵ کیلومتر مربع مساحت و ۳۶٬۷۵۴ نفر جمعیت دارد و ۶۳۴ متر بالاتر از سطح دریا واقع شده‌است.